# ブルッヘ
ブルッヘ（オランダ語: Brugge, [ˈbrʏʝə] 発音例）（またはブリュージュ（フランス語: Bruges, [ˈbʁyːʒ] 発音例）、ブルージュ（英語: Bruges, [ˈbruːʒ] 発音例））は、ベルギー北西部、フランデレン地域に位置するウェスト=フランデレン州の州都である。ベルギーの代表的な観光地の1つであり、2002年には、スペイン王国のサラマンカと共に、欧州文化首都に選定された。

## 概要

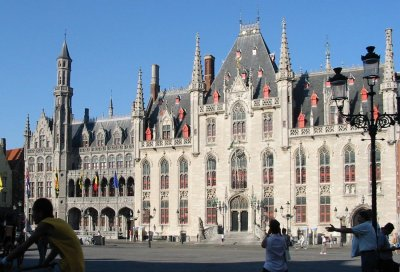
ウェスト＝フランデレン州庁舎

ズウィン湾とブルッヘの町を結ぶ運河だけでなく、街中にも運河が張り巡らされている。特に19世紀までは、運河の盛衰が、この町も盛衰にも影響してきた。なお、鉄道や自動車が登場して以降も、この運河は観光資源としての役割も果たしており、この町にとって運河の重要性は薄れていない。この町には中世からの縦横に張りめぐらされた運河が残されているため、ベネツィアに喩えられる場合が有り、ブルッヘは「北のヴェネツィア」とも呼ばれる。

### 名称
日本の百科事典や地名事典では「ブルッヘ」ないし「ブリュッヘ」の表記が用いられる事例が多い。しかし、観光業などの分野では「ブルージュ」や「ブリュージュ」の表記も多く用いられる。ただし、本稿では、これ以降、記事名と同じ「ブルッヘ」を用いる。なお、地名の由来は「橋」であり、市内に張り巡らされた運河に架かる無数の橋に因んでいる。

## 地理

### 近隣都市
近隣の都市としては、約40 km 南東にヘント、90 km 南東にベルギーの首都のブリュッセル、85 km 東に21世紀初頭においてベルギーで最も人口の多い都市のアントウェルペンが位置している。なお、フランス共和国のリールが約65 km 南に位置している。

## 歴史

### 沿革
- 9世紀に初代フランドル伯のボードゥアン1世によって建てられた城塞が、この町の起源とされる。3代アルヌルフ1世の時代に、聖ドナティアン教会や聖サルヴァトール教会が建てられ、城塞も強化された。
- 12世紀に大津波が、海から10 km以上も離れたブルッヘを襲った。その時に残された大きな溝に運河を作り、フランドル伯フィリップ・ダルザスのもとでズウィン湾とブルッヘを結ぶ水路が整備され、町中に水路を張り巡らせ、船での交易に便利な港町を作った。このためブルッヘは、北海に出る玄関口として格好な場所となった。
- イギリスや北欧と内陸を結ぶ交易に関連して、13世紀にはハンザ同盟の在外商館が置かれた。また1277年に、ジェノヴァ商人が大西洋沿岸を経由してズウィン湾にまで訪れるようになり、金融・貿易の一大拠点として繁栄した。裕福になった市民は、自分達の成功の象徴として、町の真ん中に鐘楼を建てた。キリスト教会が社会を支配していた時代において、時を告げる鐘楼は、教会や王の権威や権力が強い地域では、市民には建てられなかったが、ブルッヘの市民は自分達で市場の開始の時刻を告げる鐘楼を建てる事で、その自立を表した。それは資本主義社会の最初の拠点であるとされる。
- 14世紀はフランス王の支配が過酷で、また王がフランドルを併合しようとしたため、フランス・フランドル戦争（英語版）が起きた。ブルッヘでもブリュージュの朝（英語版）と呼ばれる市民の反乱が起こり、金拍車の戦いが発生した。
- 15世紀以降、運河やズウィン湾に土砂が堆積して大型船舶の航行に支障を来たすようになったため、運河港としても経済の中心地としてもその重要性を失って、衰退していった。しかし、19世紀に運河が再生され、美しい水の都として再び人々を魅了するようになり、中世の面影を残した町並みが現在まで残された。同世紀末には写真が挿入された小説『死都ブリュージュ』で脚光を浴びた。
- 第一次世界大戦ではドイツに占領され、近隣のゼーブルッヘ地区やオステンドにUボート基地が建設された。これらの町の港とは水路で繋がっていた事からイギリス軍の攻撃目標とされ、ゼーブルッヘ襲撃や第1次オーステンデ襲撃が起きた。しかし、ブルッヘが直接攻撃される事は無かった。

## 経済

### 産業
ブルッヘは伝統的にボビンレースの製造地として知られる。また、造船業も盛んである。ブルッヘ歴史地区として世界遺産にも定められた街並みは多くの観光客を集めており、観光産業も発展してきた。

### ブルッヘ・ゼーブルッヘ港
旧市街から北海の海岸沿いに設けられたブルッヘ・ゼーブルッヘ港までは、15 km 程度である。この港は、ベルギーで2番目の大きさを誇る。ブルッヘまではボードワン運河で結ばれている。ゼーブルッヘは、海上のブルッヘ（Brugge aan zee）が由来である。イギリスや人口密度の高い工業都市に近く、周辺へのアクセスも容易な地域であるため、物流において重要な港である。なお、2013年7月に、
日本の名古屋港と友好港提携を調印した。
- レース製作者
- 空撮
- ゼーブルッヘ港の地図

## 交通

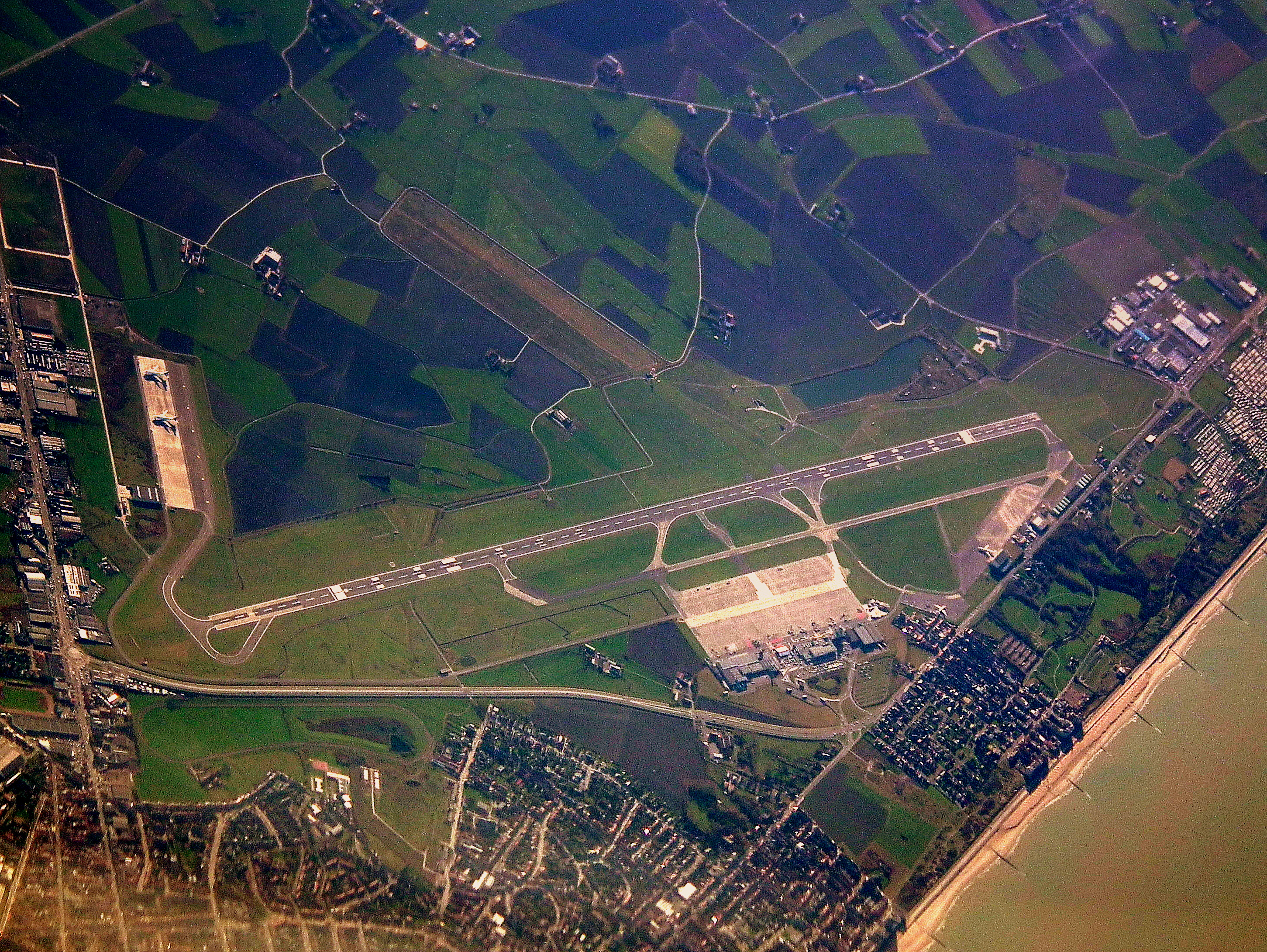
オステンド･ブルージュ国際空港

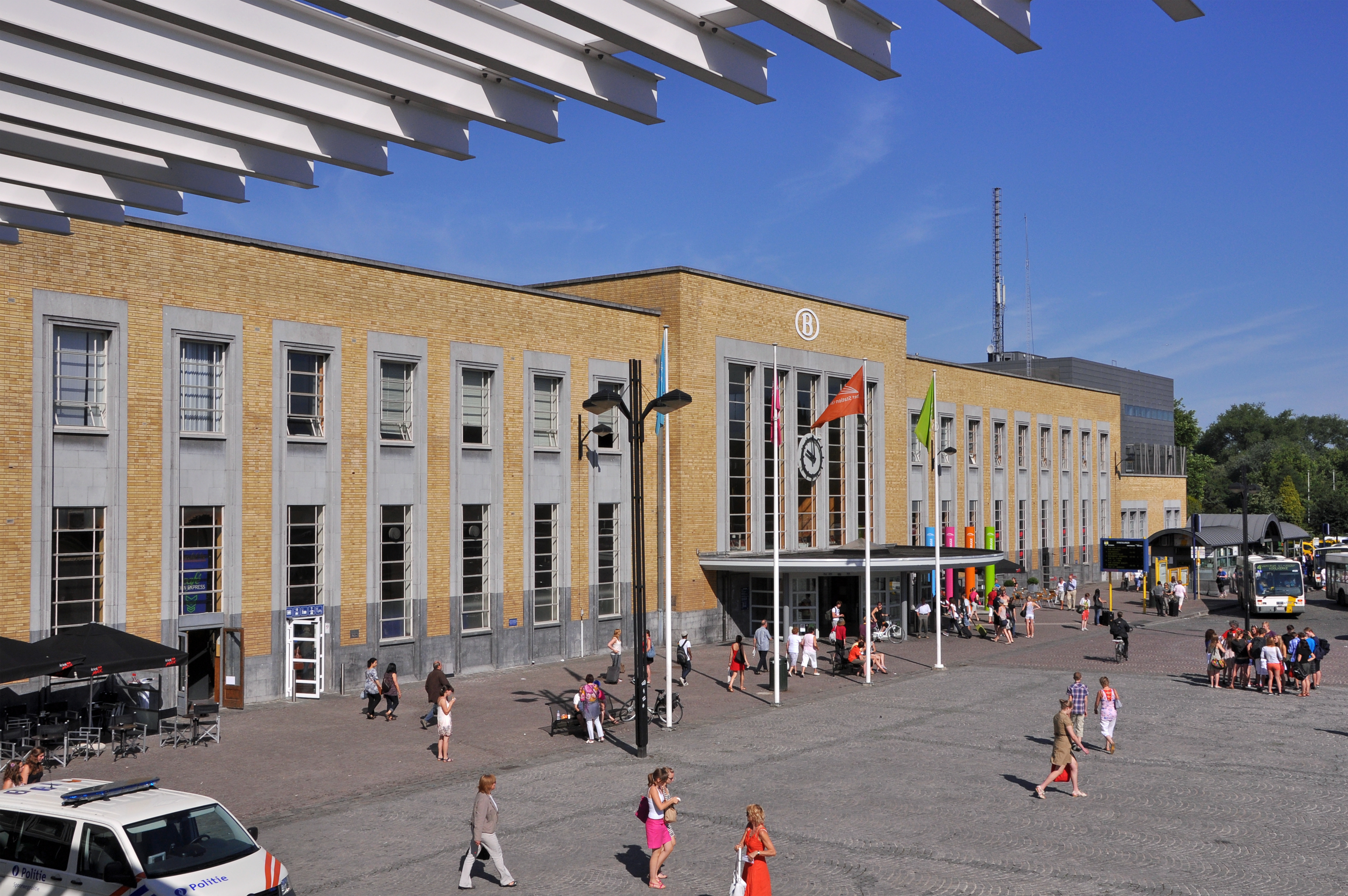
ブルッヘ駅

### 空港
最寄りの空港は、オーステンデ＝ブルッヘ国際空港である。

### 鉄道
- 中心とされる駅：ブルッヘ駅

ベルギー国鉄
50A号線
オーストカンプ駅 - ブルッヘ駅 - ファルエナーレ駅
51号線
ブルッヘ駅 - ブルッヘ＝シント＝ピーテルズ駅
66号線
ブルッヘ駅 - シント＝ミッシェルズ駅

### 高速道路
- オーステンデ方面
- ヘント･ブリュッセル方面
- フールネ･フランス共和国方面
- コルトレイク･トゥルネー方面
- ゼーブルージュ方面
- アントワープ方面

### 港湾
- ブルッヘ・ゼーブルッヘ港

## 写真集
- 十字の門
- 市場広場
- ブルッヘ聖母教会
- 聖血の行列（Procession du Saint-Sang）
- 聖ウルスラの聖遺物箱（Châsse de sainte Ursule）

## 観光

### 世界遺産
ブルッヘは3種の世界遺産登録物件を抱える都市であり、世界遺産都市機構にも参加している。
- ブルッヘ歴史地区
- フランドル地方のベギン会修道院群に含まれるベギン会修道院
- ベルギーとフランスの鐘楼群に含まれるブルッヘの鐘楼

## スポーツ

### サッカー

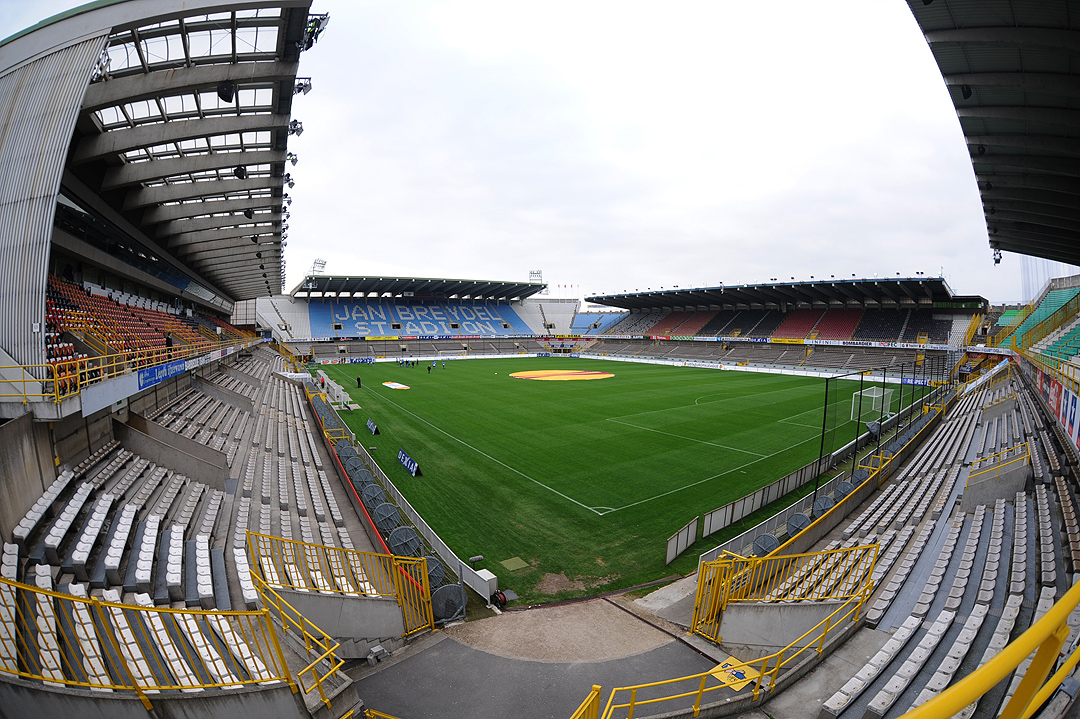
ヤン・ブレイデルスタディオン

ブルッヘではサッカーが最も人気のスポーツであり、サッカーリーグのジュピラー・プロ・リーグに所属する、クラブ・ブルッヘとサークル・ブルッヘの2チームが存在する。クラブ・ブルッヘはベルギー国内屈指の強豪として知られており、これまでに何度もUEFAチャンピオンズリーグの本大会に出場してきた。
一方、サークル・ブルッヘはリーグ優勝3回を数えるものの、1929-30シーズンを最後に優勝からは遠ざかっている古豪クラブである。なお、元鹿島アントラーズの植田直通や上田綺世らも所属した。

## 著名な出身者
- ノア・ファディガ - サッカー選手
- トーマス・ブッフェル - サッカー選手
- ビルヘル・メルテンス - サッカー選手
- ニコラス・ロンバーツ - サッカー選手
- トニー・パーカー - バスケットボール選手
- イェンス・クークレール - 自転車競技選手
- ゴティエ - シンガーソングライター
- エヴァルト・デメイエル - チェンバロ奏者
- エルス・ファンデステーネ - バレーボール選手
- ルーベン・ブロマールト - フィギュアスケート選手

## 対外関係

### 姉妹都市･提携都市
国内
- バストーニュ（ワロン地域 リュクサンブール州）
- モンス（ワロン地域 エノー州）

国外
- バート・アーロルゼン（ドイツ連邦共和国 ヘッセン州 ヴァルデック･フランケンベルク郡）
- サラマンカ（スペイン王国 カスティーリャ･イ･レオン州 サラマンカ県）
- ブルゴス（スペイン王国 カスティーリャ･イ･レオン州 ブルゴス県）

### 姉妹港･提携港
国外
- 名古屋港（日本国 中部地方 愛知県）